# Cassúbia

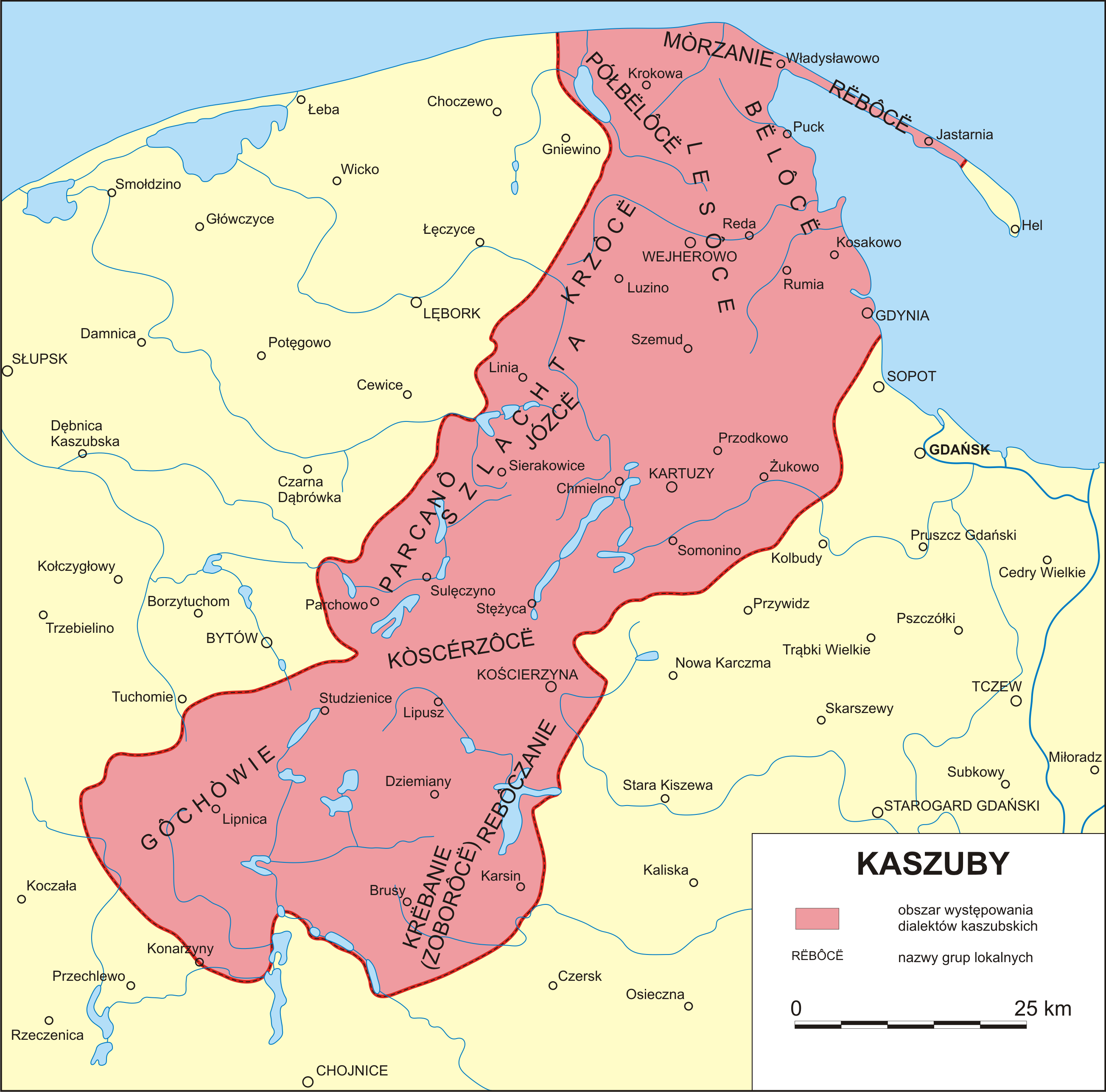
Cassúbia (Bernard Sychta)

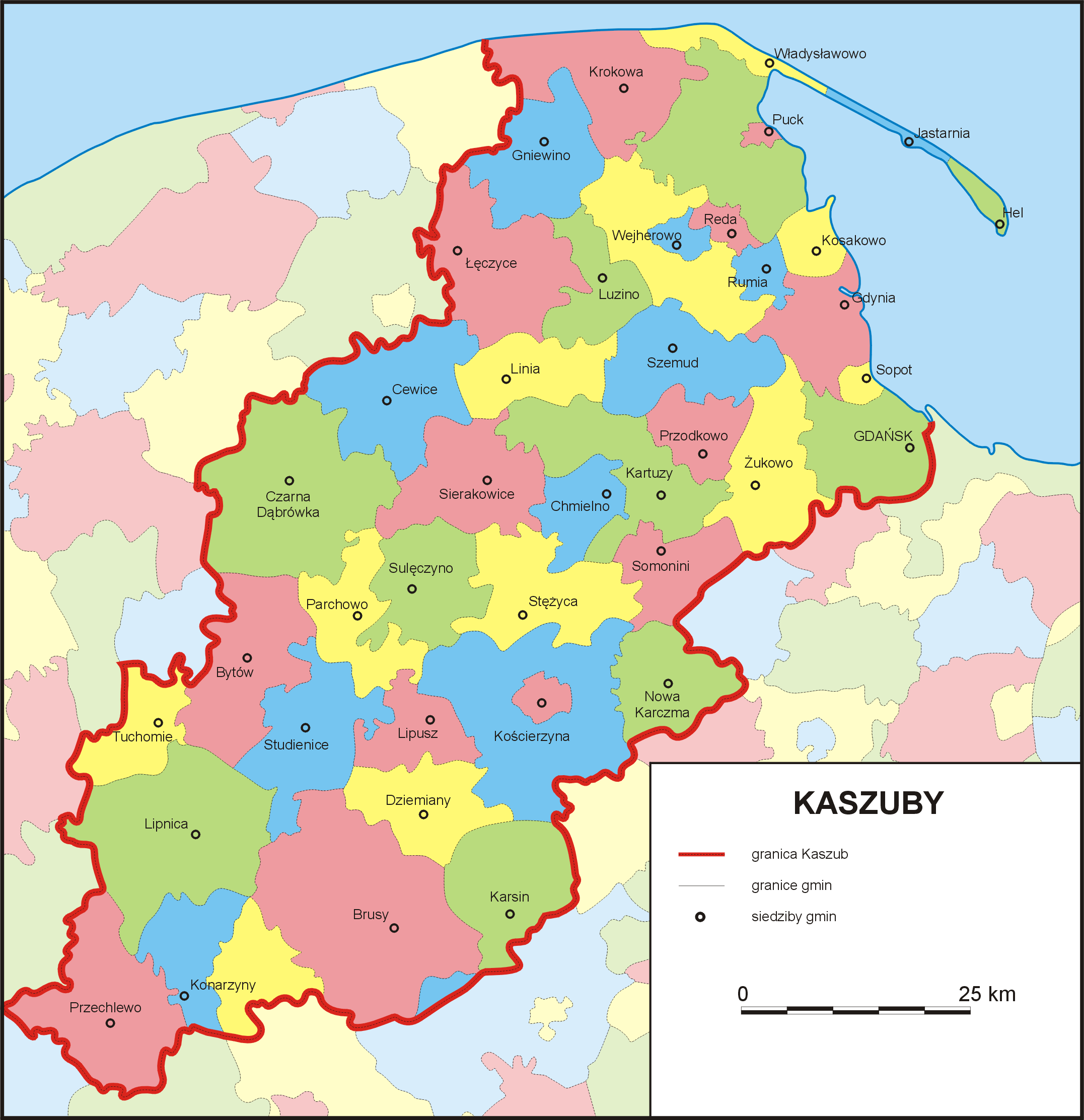
Cassúbia - território étnico cassubiano ao final do século XX

Cassúbia ou Cachúbia é uma região situada no norte da atual Polônia. 
É a localização do grupo étnico dos Cassubianos, que falam um idioma eslavo similar ao polonês.